# Дай вам Бог здоровья, мистер Розуотер
«Дай вам Бог здоровья, мистер Розуотер, или Не мечите бисера перед свиньями» (англ. God Bless You, Mr. Rosewater, or Pearls Before Swine; 1965) — роман американского писателя Курта Воннегута.
Фамилия семьи героя является слитным написанием розовой воды (что обыграно также, к примеру, в рецензии Джудит Меррил.
В 18 главе книги «Вербное воскресенье: автобиографический коллаж», «Сексуальная революция», Воннегут ставит оценки своим произведениям; «Дай вам бог здоровья, мистер Розуотер, или Не мечите бисера перед свиньями» он оценил на 5 баллов из 5 возможных.

## Сюжет
Мистер Розуотер, владелец состояния, достающегося по наследству, открывает благотворительный фонд Розуотера. Он опекает обращающихся людей, давая им деньги и уделяя внимание, а сам отходит от светской жизни, занимаясь лишь благотворительностью и добровольными пожарными клубами. Его жена получает нервный срыв, и собирается разводиться с ним. Детей у Розуотера нет.
Особенность фонда Розуотера в том, что им не имеет права распоряжаться сумасшедший. Мистер Розуотер, после того, как случайно убил мирных жителей на войне, несколько безумен. Это берётся доказать один юрист для того, чтобы передать фонд дальним родственникам Розуотера, получив с этого проценты.
Когда Розуотер не выдерживает нервного напряжения и срывается, ему становятся безразличны все те люди, которым он посвятил жизнь. Спустя год он приходит в себя в психиатрической больнице и выясняет, что вёл себя всё это время настолько адекватно, что на завтрашнем суде его, скорее всего, признают нормальным. Также он узнаёт, что те женщины, помощь которым он совершенно бескорыстно оказывал, объявили своих детей его детьми, даже малолетняя девушка, изнасилованная отчимом, пользовавшаяся помощью Розуотера на суде и после него. Он решает подтвердить своё отцовство над всеми этими детьми и не пытаться быть признанным не сумасшедшим, чтобы его наследство было разделено между всеми ними.